# Mittagspause (Band)
Mittagspause war eine Düsseldorfer Band, die eine wichtige Rolle in der Frühzeit des deutschen Punk spielte und noch heute Kultstatus genießt.

## Bandgeschichte
Die Band entstand im Juli 1978 aus der 1977 gegründeten Formation Charley’s Girls, der damals schon Peter Hein (Gesang), Franz Bielmeier (Gitarre) sowie Markus Oehlen (Schlagzeug) angehörten. Zur Erstbesetzung gehörte noch der spätere D.A.F.-Sänger Gabi Delgado-López als zweiter Sänger.
Einen ihrer ersten Auftritte hatte Mittagspause auf dem SO36-Eröffnungsfestival, das am 12. August 1978 stattfand. Auf dem gleichnamigen Sampler dazu sind die einzigen Aufnahmen in dieser Besetzung zu hören, da Delgado-López die Band nach einem Weihnachtskonzert in der Düsseldorfer Dreieckstube am 26. Dezember 1978 verließ.
Anfang 1979 stieß Thomas Schwebel (Gitarre, Ex-S.Y.P.H.) zur Band. In der Folge entwickelte Mittagspause einen eigenen Sound: da die Band keinen Bassisten hatte, verlegte sich Franz Bielmeier auf sehr tiefe und stampfende Rhythmusakkorde. Thomas Schwebel spielte dazu hoch gespielte Melodien und Offbeats. Das Tempo ist im Vergleich zu anderen Punkbands eher langsam (unter anderem inspiriert vom Reggae), getragen vom gleichförmigen Schlagzeugtakt Markus Oehlens („Humtata-Rhythmus“).
Im Sommer 1979 brachte sie in Eigenregie ihre erste Doppelsingle heraus, die mit Militürk sowie Ernstfall zwei Songs enthält, die später von Fehlfarben übernommen wurden. Ende 1979 erschien die Single Herrenreiter/Paff, wobei Paff eine Coverversion eines alten Chansons von Marlene Dietrich ist.
Das letzte Mittagspause-Konzert fand am 31. Dezember 1979 im Okie Dokie in Neuss im Rahmen des von Bielmeier organisierten Rondo-Silvester statt.
Im Laufe des Jahres 1980 brach die Gruppe auseinander; eine geplante LP kam nicht mehr zustande (die hierfür aufgenommenen Demoaufnahmen sind auf der 1992 erschienen "Herrenreiter"-CD zu hören). Hein und Schwebel hatten in der Endphase der Band bereits die Fehlfarben als Nebenprojekt gegründet, die später zu einer der einflussreichsten deutschen New-Wave-Bands wurde. Bielmeier konzentrierte sich auf sein Plattenlabel Rondo, Oehlen wurde vor allem als bildender Künstler bekannt, spielte aber hin und wieder in diversen Bands (Vielleichtors, Red Krayola, Flying Klassenfeind, Van Oehlen) mit.
Entsprechend gab es LPs der Gruppe erst nach ihrer Trennung, so bspw. 1981 die Live-LP Punk macht dicken Arsch.
2004 erschien eine Best Of auf einem japanischen Label.

## Diskografie
- 1979: Mittagspause (Doppel-Single)
- 1979: Herrenreiter/Paff (Single)
- 1981: Punk macht dicken Arsch (live 10. November 1979 in Wuppertal) (LP)
- 1983: Mittagspause (Neuauflage der Doppel-Single, Remix, LP)
- 1992: Herrenreiter (Demos) (CD)
- 2004: 1979-1982 (Best-of-CD, japanische Pressung)